# Haywards Heath
Haywards Heath este un oraș în comitatul West Sussex, regiunea South East, Anglia. Orașul se află în districtul Mid Sussex a cărui reședință este.

## Personalități născute aici
- Robert Kazinsky (n. 1983), actor.